# Servants of Darkness
Servants of Darkness è il terzo album in studio del gruppo musicale Nifelheim, pubblicato nel 2000 dalla Necropolis Records.

## Tracce
1. "Evil Blasphemies" – 3:17
2. "Sadistic Blood Massacre" – 2:50
3. "Black Evil" – 2:16
4. "The Bestial Avenger" – 5:17
5. "War of Doom (Armageddon)" – 4:16
6. "Servants of Darkness" – 3:50
7. "Infernal Desolation" – 3:27
8. "Into the Morbid Black" – 5:07
9. "Sacrifice to the Lord of Darkness" – 4:20

## Formazione
- Hellbutcher - voce
- Tyrant - basso, chitarra
- Demon - chitarra ritmica
- Devastator - batteria